# Редукція предків
Редукція предків (англ. pedigree collapse і нім. Ahnenschwund) — поняття в генеалогії, зменшення можливої кількості предків у нащадка, чиї батьки мають один з одним родинні зв'язки. Термін уперше застосований Робертом С. Гундерсоном.

## Опис
Без урахування редукції предків родовідне дерево окремого індивіда є двійковим деревом, яке складається з самого індивіда, його батьків (2), бабусь і дідусів (4), прабабусь і прадідусів (8) і так далі. Кількість людей у такому дереві зростає по експоненті й, зрештою, їх кількість стає неймовірно великою. Так, виходячи з цього принципу, у людини, що живе в XXI столітті, 30 поколінь тому (час Високого Середньовіччя) кількість предків мала б сягнути 230, тобто понад 1 млрд людей, що вдвічі більше за все населення Землі того часу.
Цей парадокс пояснюється наявністю в людей спільних предків, зважаючи на випадкові або невипадкові споріднені шлюби. Отже, окрема людина може займати декілька місць в одному генеалогічному дереві. Це можливо за будь-якого ступеню спорідненості (часто невідомого) батьків нащадка. Наприклад, дитина двоюрідних родичів може мати тільки шість прабабусь і прадідусів замість звичайних восьми. Таке зменшення кількості предків і є редукцією предків. З її урахуванням родовідне дерево прямує до вигляду орієнтованого ациклічного графа.

## Приклади
У багатьох суспільствах шлюби між родичами відбувалися часто, через територіальні, соціальні або ідеологічні обмеження. Близькоспоріднені шлюби заохочувалися або навіть вимагалися в деяких культурах для скріплення міжродинних стосунків, підтримки здоров'я і благополуччя в сім'ї (ендогамія). Умова укладення шлюбу тільки між королівськими сім'ями в європейських монархіях призвела до скорочення генофонду цих родин і помітному прояву редукції предків. Так наприклад, король Іспанії Альфонсо XII мав тільки чотирьох прабабусь і прадідів замість 8. Більше того, двоє з них, Карл IV і Марія-Луїза Пармська, були батьками його іншої прабаби — Марії Ізабелли Іспанської.

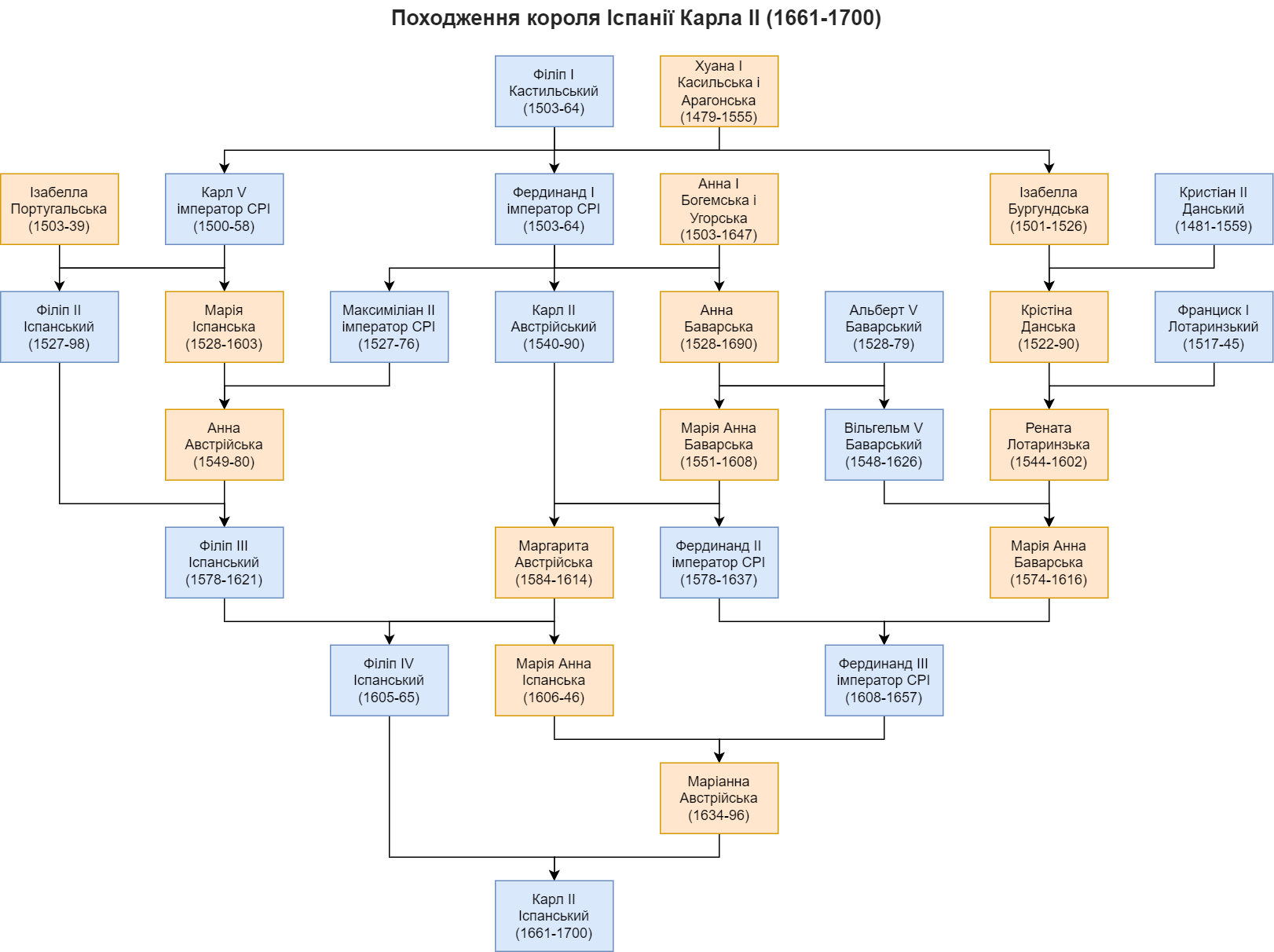
Родословне древо міжродинних шлюбів

Дім Габсбургів є наочним прикладом виникнення спадкових захворювань безпосередньо як результат редукції предків. Іспанський король Карл II, останній представник іспанських Габсбургів, мав в родоводі три шлюби типу дядько-племінниця по прямій лінії (у його батька і двох прадідів). У результаті його коефіцієнт інбридингу склав 25 %, що спровокувало велику кількість захворювань.
Максимальна редукція предків з коефіцієнтом інбридінга 50 % відбувається усередині одного покоління за умови що батьки людини є рідними братом та сестрою; у такому разі у нащадка буде тільки одна пара діда і бабки замість двох. Якщо батьки — неповнорідні брат і сестра, у їх нащадка буде три предки через покоління, замість чотирьох (коефіцієнт 25 %).
Якщо станеться прокреація між нащадком і батьком, їх нащадок матиме чотирьох предків через покоління, хоча один з них в той же час доводитиметься йому батьком і тому не дасть додаткових генів. Проте, такий варіант прокреації викликає меншу редукцію предків, ніж варіант з повнокровними братом і сестрою. Подібна ж ситуація виникає при прокреації нащадка і сібса свого батька (детальніше див. Інбридинг).
У маленьких ізольованих поселеннях, наприклад в острівних племенах, редукція предків може набути крайніх форм. Але у будь-якому випадку загальна історична тенденція до укладення шлюбів усередині певних географічних меж, зумовлена відносною іммобільністю населення до появи сучасного транспорту, означає, що більшість цих шлюбів укладалися як мінімум між далекими родичами. Так, навіть в Америці в XIX столітті, прагнення іммігрантів до приналежності до своєї етнічної, мовної або культурної групи вилилося у велику кількість споріднених шлюбів.
Якщо розглядати як функцію часу t число предків певного індивіда, що живуть в час t, то імовірно, що для більшості людей ця функція досягне максимуму близько 1200 р. н. е. Деякі генетики вважають, що усе населення Землі пов'язане один з одним в межах 50 ступенів спорідненості, і, отже, припускається існування спільного предка сучасного людства.

## Ресурси Інтернету
- The Role of Inbreeding in the Extinction of a European Royal Dynasty
- On the Common Ancestors of All Living Humans, Douglas L. T. Rohde, Massachusetts Institute of Technology, November 11, 2003
- The Straight Dope: 2, 4, 8, 16, … how can you always have MORE ancestors as you go back in time? — August 21, 1987
- The Mountain of Names (Genealogy)
- Very difficult puzzle based on Alphonso XII's official pedigree